# السجن المرئي
السجن المرئي (بالإنجليزية: Visual Prison)‏ هو مسلسل أنمي أصلي ياباني من إنتاج أيه-1 بكتشرز عرض في أكتوبر 2021.